# المضاد للموت
المضاد للموت (بالإنجليزية: Death Proof)‏ هو فيلم إثارة تم إنتاجه في الولايات المتحدة وصدر في سنة 2007. الفيلم من إخراج كوينتن تارانتينو وكتابة كوينتن تارانتينو.

## بطولة
- كورت راسل
- روزاريو دوسن

## القصة
وتدور قصة الفيلم حول رجل مهووس يستمتع بتعذيب الفتيات الفاتنات ولكن بطريقة عجيبة وغير مألوفة عبر سيارته التي اسماها Death Proof.

## وصلات خارجية
- المضاد للموت على موقع IMDb (الإنجليزية)
- المضاد للموت على موقع الموسوعة البريطانية (الإنجليزية)
- المضاد للموت على موقع روتن توميتوز (الإنجليزية)
- المضاد للموت على موقع نتفليكس (الإنجليزية)
- المضاد للموت على موقع قاعدة بيانات الأفلام العربية
- المضاد للموت على موقع ألو سيني (الفرنسية)
- المضاد للموت على موقع أول موفي (الإنجليزية)
- المضاد للموت على موقع فيلمافينيتي (الإسبانية)
- المضاد للموت على موقع قاعدة بيانات الأفلام السويدية (السويدية)
- المضاد للموت على موقع قاعدة بيانات الفيلم (الإنجليزية)

1. ↑  "معلومات عن المضاد للموت على موقع synchronkartei.de". synchronkartei.de. مؤرشف من الأصل في 2018-06-19.
2. ↑  "معلومات عن المضاد للموت على موقع scope.dk". scope.dk. مؤرشف من الأصل في 2007-10-19.
3. ↑  "معلومات عن المضاد للموت على موقع tv.com". tv.com. مؤرشف من الأصل في 2016-04-09.